# Bara bada bastu

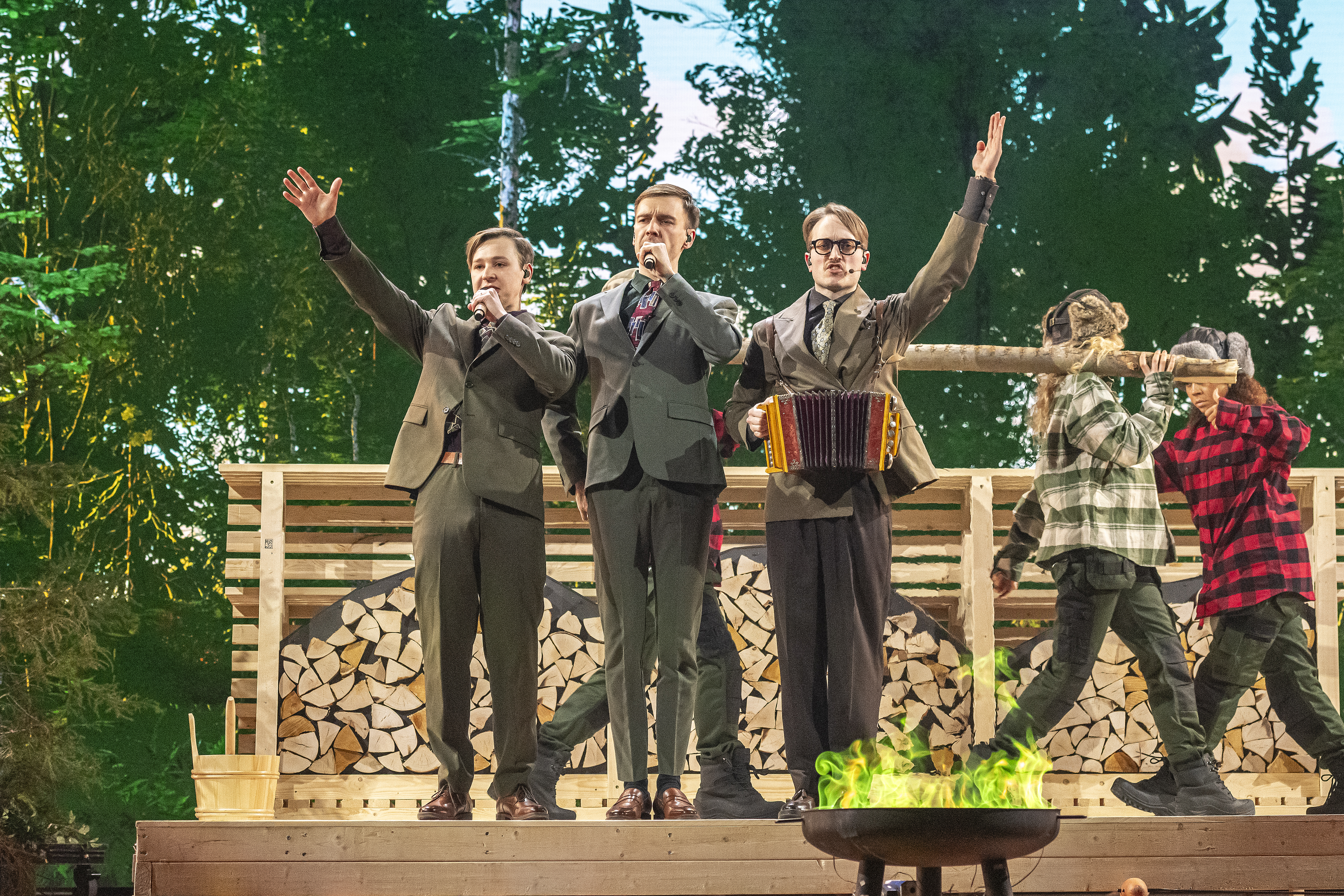
Aufführung bei den Proben zum Halbfinale des Melodifestivalen 2025 in Malmö

Bara bada bastu (schwedisch für „Einfach in die Sauna gehen“) ist ein Lied der finnlandschwedischen Band KAJ. Als Siegertitel des Melodifestivalen 2025 vertrat es Schweden beim Eurovision Song Contest 2025 in Basel, als Single avancierte es zum Nummer-eins-Hit in Nordeuropa.

## Hintergründe
Das 2009 gegründete Trio KAJ besteht aus den Mitgliedern Kevin Holmström, Axel Åhman und Jakob Norrgård, die der schwedischsprachigen Minderheit in Finnland angehören. Sie stammen aus der Gemeinde Vörå, in der über 80 % der Einwohner Schwedisch sprechen. Bara bada bastu wird auf Schwedisch in einem Dialekt der zweisprachigen finnischen Region Österbotten gesungen. Zudem enthält das Lied einige Wörter auf Finnisch. Vor Bara bada bastu hatte Schweden zuletzt 1998 – das letzte Mal, als die Regeln des Wettbewerbs erforderten, in der eigenen Landessprache zu singen – mit Kärleken är von Jill Johnson einen schwedischsprachigen Beitrag zum Eurovision Song Contest geschickt. Das letzte teilnehmende Lied auf Schwedisch war När jag blundar beim Eurovision Song Contest 2012, mit dem die Finnlandschwedin Pernilla Karlsson für Finnland angetreten war.
Bara bada bastu gehört dem Musikgenre des Epadunk an, einem zu Beginn der 2020er-Jahre entstandenen schwedischen Stil, der sich durch eingängige Pop-, Elektro- und Folkklänge auszeichnet und oft humorvolle, teils triviale oder provokante Texte enthält. Das Lied ist eine Hommage an die finnische Saunakultur.
Das Lied wurde von KAJ gemeinsam mit den schwedischen Produzenten Anderz Wrethov, Kristoffer Strandberg und Robert Skowronski geschrieben und am 21. Februar 2025 veröffentlicht.
Beim Melodifestivalen 2025, dem schwedischen Vorentscheid für den Eurovision Song Contest, konnten sich KAJ mit Bara bada bastu gegen den zuvor als Favoriten geltenden Måns Zelmerlöw, Gewinner des Eurovision Song Contest 2015, mit dem Titel Revolution durchsetzen. Während Bara bada bastu sich beim Voting der internationalen Jurys knapp zwei Punkte hinter Revolution platzierte, erzielte das Lied bei den Zuschauerstimmen neun Punkte mehr und gewann damit den Wettbewerb. Bereits vor dem Sieg beim Melodifestivalen zählte das Lied zu den am häufigsten gestreamten Titeln in Schweden.

## Beim Eurovision Song Contest
Mit dem Titel nahm Schweden am Eurovision Song Contest 2025 in Basel teil. Das Land trat hierbei in der ersten Hälfte des ersten Halbfinales am 13. Mai 2025 an. Es konnte sich hierbei erfolgreich für das Finale am 17. Mai 2025 qualifizieren. Dort wurde dem Land die Startnummer 23 zugeteilt. Von dort aus erreichte es mit 321 Punkten den vierten Platz.

## Chartplatzierungen
| ChartsChartplatzierungen     | Höchstplatzierung | Wochen |
| ---------------------------- | ----------------- | ------ |
| Deutschland (GfK)            | 24 (2 Wo.)        | 2      |
| Finnland (IFPI)              | 1 (… Wo.)         | …      |
| Norwegen (IFPI)              | 1 (… Wo.)         | …      |
| Österreich (Ö3)              | 7 (4 Wo.)         | 4      |
| Schweden (GLF)               | 1 (… Wo.)         | …      |
| Schweiz (IFPI)               | 4 (6 Wo.)         | 6      |
| Vereinigtes Königreich (OCC) | 48 (2 Wo.)        | 2      |